# Abou Diaby
Vassiriki Abou Diaby (* 11. května 1986 Paříž, Francie) je bývalý francouzský fotbalista. Hrával za Olympique Marseille, Auxerre, Arsenal a Francouzský národní tým.
Abou Diaby je atletický střední záložník s jak ofenzivními tak defenzivními schopnostmi. Jeho styl hraní je založen hlavně na excelentním vedení míče a jeho zpracováním. Právě díky jeho stylu a postavě byl často přirovnáván k legendě Arsenalu Patricku Vieirovi.

## Osobní život
Abou Diaby se narodil v 10. pařížském obvodě, avšak vyrůstal na sídlišti v Aubervilliers, které se nachází na severovýchodním předměstí Paříže. Jeho otec pracoval jako dálkový řidič kamionu. Diaby hrával fotbal již jako malý kluk, ale opravdový zájem u něj vzrostl až po Mistrovství světa ve fotbale, které se konalo v roce 1998 v jeho rodné Francii. Kromě fotbalu se také věnoval basketbalu a boxu. Abou Diaby, jehož předci pocházejí z Pobřeží slonoviny, je praktikující muslim. Během dospívání u něj vzrostl zájem o náboženství, filozofii, vědu a astronomii. Rovněž se zajímal o účetnictví, které studoval v sedmnácti letech, když hrával za mládežnický tým AJ Auxerre.

## Klubová kariéra

### Začátky
Diaby začal s fotbalovou kariérou v prosinci 1996 v místním týmu CM Aubervilliers. Po dvou letech strávených v amatérském klubu přestoupil do poloprofesionálního týmu Red Star Paris. Progres, kterého mladý Diaby dosahoval, byl nepřehlédnutelný. Po roce stráveném v týmu Red Star Paris, byl Diaby vybrán do prestižní fotbalové akademie Clairefontaine. Zde se mimo jiné zúčastnil natáčení dokumentu A la Clairefontaine, který mapoval život nejlepších mladých fotbalistů během jejich pobytu v akademii. V jedné epizodě tohoto dokumentu byla také zaznamenána fyzická konfrontace mezi Abou Diabym a Hatemem Ben Arfou, budoucím francouzským reprezentantem.

### Auxerre
Po ukončení svého fotbalového vzdělávání v Clairefontaine zamířil Diaby z Red Star do profesionálního klubu Paris Saint Germain, úhlavního rivala Olympique Marseille, kterému od mala fandil. V PSG strávil pouze jednu sezonu, po které se stal volným hráčem a zamířil do AJ Auxerre. Zde se připojil k místní akademii se kterou v ročníku 2002–03 vyhrál Division d'Honneur des 16 ans, což je liga hráčů do šestnácti let v Burgundském regionu.
Během následujícího ročníku se Diaby pohyboval mezi týmem do 19 let a rezervou AJ Auxerre. V utkáních za rezervu si poprvé zahrál s Bacary Sagnou, svým budoucím spoluhráčem v Arsenalu. Po skončení sezony měl na svém kontě jedenáct startů za rezervu. Diaby poté podepsal s klubem tříletý profesionální kontrakt. Před následující sezonou byl Abou manažerem Guyem Rouxem povolán do prvního týmu. Diaby dostal dres s číslem 24.
V sezoně 2004–05 byla jeho pozice v týmu podobná té z předešlé sezony. Trénoval s prvním mužstvem, ale zápasy hrával za rezervu. Debut za první tým si odbyl 14. srpna 2004, kdy jako střídající hráč zasáhl do ligového utkání proti Rennes, které Auxerre vyhrálo 3–1. Po tomto debutu strávil Diaby celý podzim v rezervě nebo na listině zraněných. Do prvního týmu se vrátil až v březnu 2005, kdy si odbyl debut v evropské soutěži. Auxerre hrálo osmifinále Poháru UEFA proti francouzskému Lille a Diaby zasáhl jako střídající hráč do obou utkání. Auxerre postoupilo díky výsledku 1–0 avšak v následujícím kole podlehlo ruskému CSKA Moskva. V základní sestavě nastoupil Diaby poprvé 20. března, kdy Auxerre hrálo proti jeho bývalému klubu Paris Saint Germain. Abou odehrál 74 minut než byl vystřídán. Do konce sezony přidal na své konto další tři starty, všechny jako náhradník.
Během podzimu 2005 odehrál za první tým pouze pět utkání. Opět jeho výkony narušovala častá zranění, a tak nedostal od svého nového manažera Auxerre Jacquese Santiniho příliš prostoru, aby přesvědčil o kvalitách své hry. 10. září 2005 dal Diaby svůj první profesionální gól, avšak ani ten nedokázal odvrátit prohru 1–3 s Rennes. Manažer se nakonec rozhodl Diabyho v zimním přestupním termínu prodat.

### Arsenal
O Diabyho projevil zájem londýnský Arsenal a jeho městský rival Chelsea. Diaby nakonec odmítl nabídku Chelsea a v lednu 2006 přestoupil do Arsenalu, kde dostal dres s číslem 2. Abou debutoval 21. ledna v utkání proti Evertonu. Přesně o měsíc později si Diaby zahrál svůj první zápas v Lize Mistrů, když v rámci osmifinále této soutěže nastoupil Arsenal proti Realu Madrid. Svoji první branku v dresu Arsenalu vstřelil 1. dubna 2006 při výhře 5–0 nad Aston Villou.
1. května 2006 utrpěl Diaby v utkání se Sunderlandem zlomeninu kotníku, kterou mu způsobil škaredým zákrokem Dan Smith. Kvůli tomuto zranění promeškal Diaby finále Ligy Mistrů, které se konalo v jeho rodné Paříži, a Mistrovství Evropy do 21 let. Diaby podstoupil celkem tři operace než byla plně obnovena funkčnost kotníku. Doktoři potvrdili, že zranění bylo natolik vážné, že reálně hrozilo ukončení jeho fotbalové kariéry. Po sérii operací a osmiměsíční rehabilitaci se Diaby vrátil na fotbalové trávníky. Diaby nastoupil do utkání Ligového poháru proti Liverpoolu jako střídající hráč a pomohl k vítězství 6–3. 25. února 2007 pak nastoupil ve finále Ligového poháru proti Chelsea. Arsenal prohrál 1–2, přesto si Diaby připsal asistenci na jediný gól utkání. První a zároveň poslední gól sezony dal Diaby 14. března při výhře 1–0 nad Aston Villou.

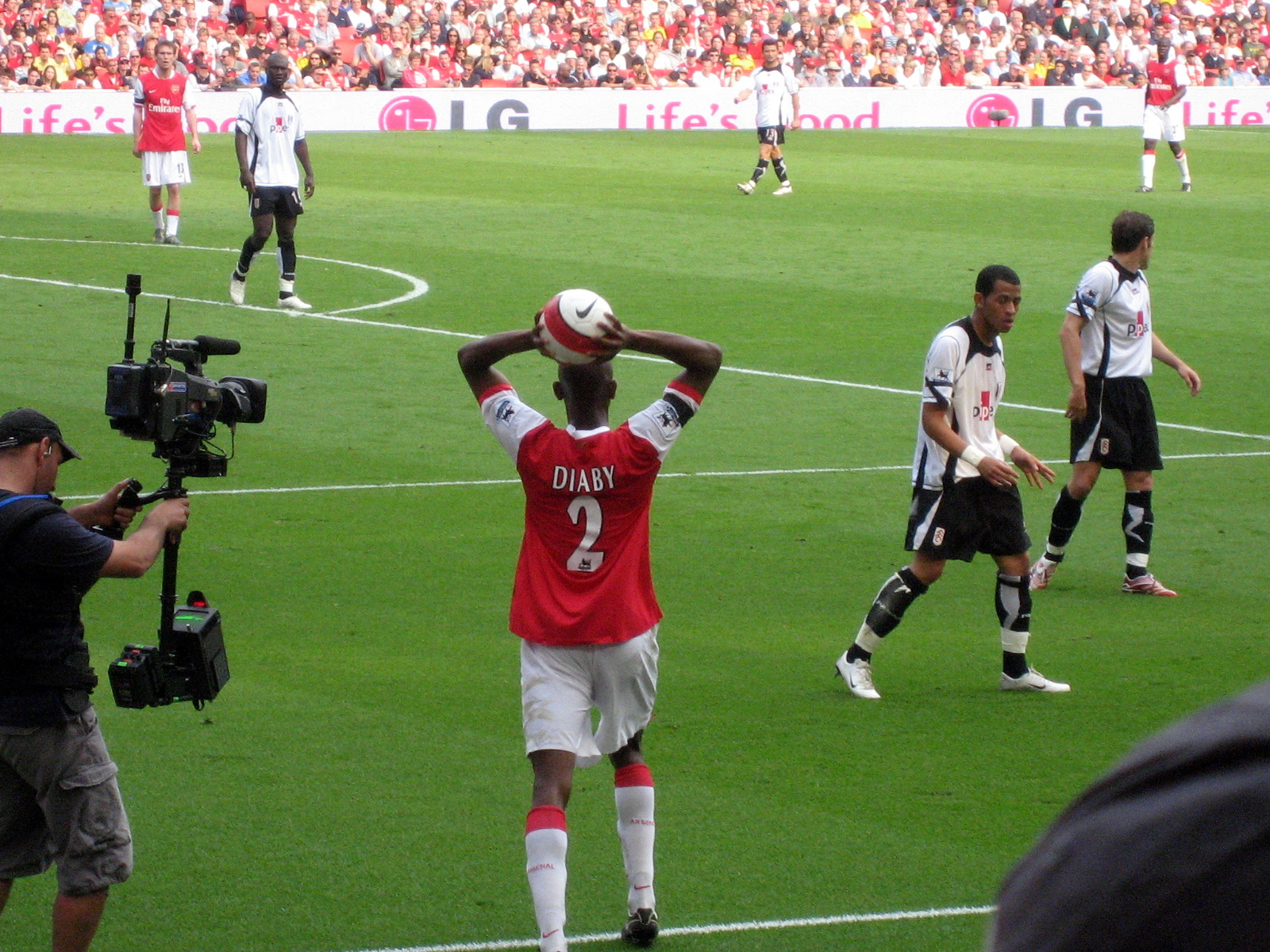
Abou Diaby v utkání proti Fulhamu

Následující sezona 2007/08 byla pro Diabyho prakticky první kompletní na severu Londýna. První gól vstřelil 22. září 2007 při výhře 5–0 nad Derby County. V dobrých výkonech pokračoval Diaby i nadále. Na konci března byl v utkání proti Boltonu poprvé v kariéře vyloučen. V následujících dvou měsících od obdržení červené karty, si Diaby zahrál pouze v jednom utkání. Oním utkáním byla odveta čtvrtfinálového utkání Ligy Mistrů proti Liverpoolu. Diaby vsítil otevírací branku utkání a zvýšil tak skóre z obou utkání na 2–1. Nakonec však Arsenal utkání prohrál 2–4 a v soutěži skončil.
V následující sezoně 2008/09 se poprvé střelecky prosadil až 26. prosince v remízovém utkání 2–2 s Aston Villou. Dlouhodobá zranění se tentokrát Diabymu vyhýbala a tak odehrál za sezonu 36 soutěžních utkání. Začátek sezony 2009/10 nalezl Diabyho ve výborné kondici. Jelikož začal sezonu bez zranění, což bylo poprvé od roku 2007, mohl projít celou letní přípravou a zapojit se do hry od začátku sezony. Společně s Alexem Songem a Cescem Fabregasem vytvořili dynamickou středovou trojici, která táhla svými výkony celý Arsenal. 22. srpna 2009 vstřelil Diaby při výhře 4–2 nad Portsmouthem dvě branky. Diaby podával celý podzim velmi kvalitní výkony. V základní skupině Ligy Mistrů se gólově prosadil proti Standardu Liège a nizozemskému AZ. 7. listopadu zbrzdilo Diabyho první zranění v sezoně, které ho vyřadilo z barážového utkání o postup na Mistrovství světa 2010. Avšak po svém rychlém návratu navázal na své výkony ze začátku sezony. Pro Diabyho to byla nejlepší sezona v kariéře. Odehrál nejvíce utkání a připsal si nejvíce gólů i asistencí.
V sezoně 2010/11 se však Diabyho zdravotní problémy vrátily. Za celou sezonu odehrál pouze dvacet soutěžních utkání. 5. února 2011 byl v utkání proti Newcastlu United vyloučen kvůli potyčce s Joeyem Bartonem. Zajímavostí je, že Arsenal před vyloučením vedl 4–0, utkání nakonec skončilo remízou 4–4. Na začátku sezony 2011/12 podstoupil Diaby operaci svého dříve zlomeného kotníku. Navzdory prognózám o několika měsíční pauze, vynechal prakticky celou sezonu. V lize nastoupil čtyřikrát jako střídající hráč a v základní sestavě nastoupil pouze jednou v Lize Mistrů.

## Reprezentační kariéra

### Mládežnické kategorie
Abou Diaby nastupoval za mládežnické výběry Francie do 19 a 21 let. Diaby si první reprezentační start připsal za tým Francie do 19 let v přátelském utkání proti Turecku. Ve kvalifikaci na Mistrovství Evropy do 19 let v roce 2005 odehrál Diaby všech šest utkání a dopomohl Francii k postupu. Na samotném šampionátu chyběl v úvodním remízovém utkání s Anglií. V následujícím zápase, kdy Francie porazila Norsko 3–1, již opět nastoupil v základní sestavě. Diaby odehrál všechna zbývající utkání šampionátu včetně finálového proti Anglii, ve kterém Francie vyhrála 3–1. Celkově za reprezentaci „devatenáctek“ odehrál dvanáct utkání bez vstřelené branky.
V týmu do 21 let debutoval Diaby 28. února 2006 v přátelském utkání proti Slovensku. Kvůli fraktuře kotníku zmeškal v roce 2006 Mistrovství Evropy do 21 let. Avšak i nadále ho pronásledovala opakující se zranění a tak za tým Francie této věkové kategorie odehrál již jen jedno utkání. Jednalo se o remízový duel 1–1 s Arménií.

### Seniorský tým
15. března 2007 byl poprvé povolán do seniorského týmu. Jednalo se o kvalifikační duel Mistrovství Evropy 2008 proti Litvě a přátelský zápas proti Rakousku. Samotný Diaby byl velmi překvapen, neboť se právě vrátil po dlouhém zranění do hry. Svůj debut si odbyl jako střídající hráč v kvalifikačním utkání proti Litvě. V následujícím duelu proti Rakousku nastoupil ke svému prvnímu startu v základní sestavě Francie. Po tomto duelu čekal na další zápas v dresu galského kohouta téměř tři roky. Během této doby byl několikrát povolán, ale buď byl z týmu vyřazen kvůli zranění nebo ho manažer Raymond Domenech nevybral k utkání.
Diaby se do týmu vrátil před Mistrovstvím světa 2010 v přátelském utkání proti Kostarice. Díky skvělé sezoně, kterou prožil v Arsenalu, byl nakonec nominován do 23členného týmu pro Mistrovství světa v Jihoafrické republice. Diaby si zahrál na šampionátu v základní sestavě úvodního duelu proti Uruguayi, který skončil překvapivou remízou 0–0. Abou odehrál celý zápas a byl za svůj výkon zvolen hráčem utkání. V základní sestavě nastoupil i v následujících dvou utkáních proti Mexiku a Jihoafrické republice. Francie oba zápasy prohrála a na turnaji předčasně skončila.

## Úspěchy

### Klubové

#### Arsenal
- FA Cup : 2013–14
- FA Community Shield : 2014

### Reprezentační
Francie
- Mistrovství Evropy ve fotbale hráčů do 19 let: 2005

## Statistiky

### Klubové
Aktualizováno k 13. 12. 2014
| Klub             | Sezóna           | Liga   | Liga | Liga      | Poháry | Poháry | Poháry    | Evropa | Evropa | Evropa    | Celkem | Celkem | Celkem    |
| Klub             | Sezóna           | Starty | Góly | Asistence | Starty | Góly   | Asistence | Starty | Góly   | Asistence | Starty | Góly   | Asistence |
| ---------------- | ---------------- | ------ | ---- | --------- | ------ | ------ | --------- | ------ | ------ | --------- | ------ | ------ | --------- |
| AJ Auxerre       | 2004–05          | 5      | 0    | 0         | 0      | 0      | 0         | 2      | 0      | 0         | 7      | 0      | 0         |
| AJ Auxerre       | 2005–06          | 5      | 1    | 0         | 0      | 0      | 0         | 2      | 0      | 0         | 7      | 1      | 0         |
| AJ Auxerre       | Celkem           | 10     | 1    | 0         | 0      | 0      | 0         | 4      | 0      | 0         | 14     | 1      | 0         |
| Arsenal FC       | 2005–06          | 12     | 1    | 1         | 2      | 0      | 0         | 2      | 0      | 0         | 16     | 1      | 1         |
| Arsenal FC       | 2006–07          | 12     | 1    | 0         | 5      | 0      | 1         | 1      | 0      | 0         | 18     | 1      | 1         |
| Arsenal FC       | 2007–08          | 15     | 1    | 1         | 7      | 1      | 1         | 6      | 2      | 0         | 28     | 4      | 2         |
| Arsenal FC       | 2008–09          | 24     | 3    | 2         | 5      | 0      | 0         | 7      | 1      | 0         | 36     | 4      | 2         |
| Arsenal FC       | 2009–10          | 29     | 6    | 4         | 1      | 0      | 0         | 10     | 1      | 2         | 40     | 7      | 6         |
| Arsenal FC       | 2010–11          | 16     | 2    | 3         | 3      | 0      | 0         | 1      | 0      | 0         | 20     | 2      | 3         |
| Arsenal FC       | 2011–12          | 4      | 0    | 0         | 0      | 0      | 0         | 1      | 0      | 0         | 5      | 0      | 0         |
| Arsenal FC       | 2012–13          | 11     | 0    | 0         | 3      | 0      | 1         | 1      | 0      | 0         | 15     | 0      | 1         |
| Arsenal FC       | 2013–14          | 1      | 0    | 0         | 0      | 0      | 0         | 0      | 0      | 0         | 1      | 0      | 0         |
| Arsenal FC       | 2014–15          | 0      | 0    | 0         | 1      | 0      | 0         | 0      | 0      | 0         | 1      | 0      | 0         |
| Arsenal FC       | Celkem           | 124    | 14   | 11        | 27     | 1      | 3         | 29     | 4      | 2         | 180    | 19     | 16        |
| Celkem v kariéře | Celkem v kariéře | 134    | 15   | 11        | 27     | 1      | 3         | 33     | 4      | 2         | 194    | 20     | 16        |